# Чейз, Лиз
Элизабет (Лиз) Чейз (англ. Elizabeth (Liz) Chase, 26 апреля 1950, Мутаре — 9 мая 2018, Йоханнесбург) — южноафриканская и зимбабвийская хоккеистка (хоккей на траве), полевой игрок. Олимпийская чемпионка 1980 года.

## Биография
Лиз Чейз родилась 26 апреля 1950 года в городе Умтали в Южной Родезии (ныне Зимбабве). 
Училась в старшей школе для девочек в Хараре. Её талант проявился уже в юности, она состояла в школьной сборной по хоккею на траве, затем вошла в состав национальной сборной среди девушек до 21 года.
По окончании школы уехала учиться в ЮАР, где получила высшее образование в области физического воспитания. В это время Чейз продолжала играть в хоккей на траве в студенческой команде Витватерсрандского университета. В сезоне-1973/74 она была выбрана во второй состав сборной ЮАР, в сезоне-1976/77 представляла команду «Спрингбок».
Вернувшись на родину, присоединилась к «Олд Харарианс» из Солсбери, одновременно с этим работала учителем физкультуры и тренером в одной из старших школ в столице. В 1977 году стала номинантом «Джон Хопли Мемориал Трофи» — приза, вручавшегося лучшему спортсмену Родезии
В 1980 году вошла в состав женской сборной Зимбабве по хоккею на траве на летних Олимпийских играх в Москве и завоевала золотую медаль. Играла в поле, провела 5 матчей, забила 3 мяча (по одному в ворота сборных Польши, Чехословакии и Индии).
В начале 80-х годов завершила спортивную карьеру и вновь переехала в ЮАР, где работала преподавателем физического воспитания. В 2000—2015 годах занимала должность спортивного администратора Витватерсрандского университета.
Умерла 10 мая 2018 года в Йоханнесбурге после продолжительной болезни.